# 沈丘県
沈丘県（しんきゅう-けん）は、中華人民共和国河南省周口市に位置する県。

## 行政区画
- 街道:東城街道、北城街道
- 鎮:劉荘店鎮、留福集鎮、老城鎮、趙徳営鎮、付井鎮、紙店鎮、新安集鎮、白集鎮、劉湾鎮、蓮池鎮、洪山鎮、北楊集鎮、邢荘鎮、周営鎮
- 民族鎮:槐店回族鎮
- 郷:石槽集郷、范営郷、李老荘郷、馮営郷、卞路口郷